# Quintín Pérez Calvo
Quintín Pérez Calvo (¿? - Valladolid, noviembre de 1889), periodista y jurista español, hermano del también periodista Juan Pérez Calvo.
Era abogado y se doctoró en derecho en 1864. Escribió obras jurídicas. Dirigió en Valladolid El Norte de Castilla entre 1869 y 1870 con una línea editorial liberal, cercana al republicanismo. Los estudiantes le organizaron una asonada por un artículo que acaso no había escrito él frente a la redacción y editaron en 1870 dos hojas criticándole, según José Altabella. Obtuvo un premio en los Juegos florales de 1884 en Valladolid por su trabajo "Influencia de los juicios orales en las costumbres públicas".

## Obras
- Bases generales de la constitución suiza de 1848: ¿ha introducido algún cambio en la vida cantonal de aquella república? Discurso leído ante el claustro de la Universidad Central en el acto solemne de recibir la investidura de Doctor en la Facultad de Derecho por Quintín Pérez Calvo. Madrid: T. Fortanet, 1864.
- Memoria, Valladolid: Imprenta, librería y taller de fotograbado de Luis N. de Gaviria, 1885.

- Datos: Q5839025